# Казнадей Ілля Ігорович
Ілля Ігорович Казнадей (22 червня 1989, м. Мінськ, Білорусь) — білоруський хокеїст, захисник. Виступає за «Німан» (Гродно) у Білоруській Екстралізі. 
Вихованець хокейної школи «Юність» (Мінськ). Виступав за «Юніор» (Мінськ), «Металург-2» (Жлобин), «Металург» (Жлобин).
Досягнення
- Бронзовий призер чемпіонату Білорусі (2009, 2011)
- Володар Кубка Білорусі (2011), фіналіст (2010).